# Råbjerg Mile
Råbjerg Mile is het grootse wandelende duin van Denemarken en Noord-Europa, met een oppervlakte van ongeveer 1 km² en een hoogte van 20 meter (40 m boven zeeniveau). Het ligt in het duingebied Skagen Odde, in het uiterste noorden van het land. Het duin beweegt tot wel 18 meter per jaar in noordoostelijke richting en heeft in de periode tussen 1887 en 1996 één kilometer afgelegd.

## Locatie
Het duin bevindt zich ongeveer 15 kilometer ten zuidwesten van de plaats Skagen, en 3 kilometer landinwaarts vanaf de westkust.

## Naam
Råbjerg betekent in het Deens letterlijk 'rauwe berg', en mile kan vertaald worden als 'hoog, kaal, wandelend duin'.

## Geologie en geschiedenis
Het duin is circa 800 meter breed, en een kilometer lang, en is ongeveer 20 meter hoog. Ten westen van het duin bevindt zich een natte zandvlakte en aan de noord- en zuidkant is het omgeven door andere, met gras begroeide, duinen. Deze duinen stabiliseren Råbjerg Mile. Het duin is onbegroeid.
Eind 19e eeuw had het duin nog de vorm van een halve maan, sindsdien is de vorm geëvolueerd tot een parabool. Daarnaast heeft het duin sinds halverwege de 20e eeuw jaar een asymmetrische vorm gekregen door vaker voorkomende zuidenwinden, en sinds die tijd is de bewegingsrichting ook veranderd van 100° naar 68°. De gemiddelde zandkorrelgrootte is tussen de 0,2 en 0,3 millimeter. Hiermee kan worden berekend dat de minimale windsnelheid waarbij het zand in beweging komt 5 m/s is. In het gebied waait het vaak echter veel harder, meer dan 10% van de tijd bedraagt de windkracht 6 (11 m/s) of hoger.
In gebied waar het duin ligt was in 1546 nog geen sprake van 'significante zandverplaatsingen', maar in de 18e eeuw was er sprake van 'hevige zandverplaatsingen'. In 1792 begon men met het aanplanten van helmgras om het wandelende zand te stoppen. Sinds begin 20e eeuw nam ook het aantal stormen af, en tegenwoordig is Råbjerg Mile het enige nog wandelende grote duin in het gebied.

## Natuur
Omdat het een van de laatste wandelende duinen is, valt deze onder natuurbeschermingsregelgeving. In het gebied waar het duin overheen is 'gewandeld' bevinden zich veel vochtige duinvalleien, voedselarme plassen en veel verschillende soorten duinen. Het is aangeduid als Natura 2000 gebied. Bijzondere vogels en enkele zeldzame en beschermde planten, waaronder pilvaren en dennenwolfsklauw bevinden zich er. Vogels waarvoor het gebied belangrijk is zijn de duinpieper en de bosruiter; voor die laatste is het een van de weinige overgebleven Deense plekken waar de soort broedt. Ook kraanvogels en grauwe klauwieren nestelen er. Er is een kleine populatie van de bedreigde moerasparelmoervlinder.